# Gmina Niegowa
Die Gmina Niegowa [ɲɛ'gɔva] ist eine  Landgemeinde im Powiat Myszkowski der Woiwodschaft Schlesien in Polen. Ihr Sitz ist das gleichnamige Dorf mit etwa 750 Einwohnern.

## Geographie
Die Gemeinde liegt 30 km südöstlich von Częstochowa im Hügelland zwischen Częstochowa und Krakau. Die Gemeinde erstreckt sich über eine Fläche von 87,57 km² wovon 78 % landwirtschaftlich genutzt werden und 14 % bewaldet sind.

## Geschichte
Auf dem Gebiet der Gemeinde, zwischen den Dörfern Mirów und Bobolice, liegt die Stajnia-Höhle, eine paläoanthropologische und archäologische Fundstätte, in der u. a. Steinwerkzeuge und Zähne von Neandertalern geborgen wurden.
Von 1975 bis 1998 gehörte die Gemeinde zur Woiwodschaft Częstochowa.

## Gliederung
Zur Landgemeinde (gmina wiejska) Niegowa gehören 20 Sołectwa (Schulzenämter):
- Antolka
- Bliżyce
- Bobolice
- Brzeziny
- Dąbrowno
- Gorzków Nowy
- Gorzków Stary
- Ludwinów
- Łutowiec
- Mirów
- Moczydło
- Mzurów
- Niegowa
- Niegówka
- Ogorzelnik
- Postaszowice
- Sokolniki
- Tomiszowice
- Trzebniów
- Zagórze

## Verkehr
Durch den Hauptort verläuft die Woiwodschaftsstraße DW789.

## Belege
1. 1 2  Population. Size and Structure by Territorial Division. As of December 31, 2020. Główny Urząd Statystyczny (GUS) (PDF-Dateien; 0,72 MB), abgerufen am 12. Juni 2021.
2. ↑  regioset.pl (polnisch)
3. ↑  Andrea Picin et al.: New perspectives on Neanderthal dispersal and turnover from Stajnia Cave (Poland). In: Scientific Reports. Band 10, Artikel Nr. 14778, 2020, doi:10.1038/s41598-020-71504-x.
4. ↑  Dz.U. z 1975 r. nr. 17 poz. 92. 30. Mai 1975, S. 174, § 8 (polnisch).